# Hunasamaranahalli
Hunasamaranahalli è una suddivisione dell'India, classificata come census town, di 7.384 abitanti, situata nel distretto di Bangalore Urbana, nello stato federato del Karnataka. In base al numero di abitanti la città rientra nella classe V (da 5.000 a 9.999 persone).

## Geografia fisica
La città è situata a 13° 08' 19 N e 77° 36' 48 E.

## Società

### Evoluzione demografica
Al censimento del 2001 la popolazione di Hunasamaranahalli assommava a 7.384 persone, delle quali 4.104 maschi e 3.280 femmine. I bambini di età inferiore o uguale ai sei anni assommavano a 988, dei quali 563 maschi e 425 femmine. Infine, coloro che erano in grado di saper almeno leggere e scrivere erano 5.527, dei quali 3.252 maschi e 2.275 femmine.